# Classe Levent
La classe Levent est un projet de Landing Platform Dock (selon la liste des codes des immatriculations des navires de l'US Navy) proposé à la Marine turque par STM et Delta Marine.

## Historique
Le ministère de la Défense turc approuve le 12 décembre 2006 l'acquisition d'un bâtiment amphibie. De conception indigène, la classe Levent concourt à l'appel d'offres auquel participent également DCNS et sa classe Mistral, Fincantieri, HJ Shipbuilding & Construction et sa classe Dokdo, Navantia avec ses classes Galicia et Juan Carlos I et Northrop Grumman Ship Systems (en) avec sa Classe San Antonio,.

## Caractéristiques
Dotés d'un  pont d'envol, d'un hangar de 1 285 m2 et d'un radier, ils sont conçus pour déployer des forces terrestres sur des rives ennemies. À bord de ces navires il y a un escadron de cinq hélicoptères qui ont comme mission le transport de troupes et de l'équipement et des embarcations de débarquement (deux hydroglisseurs LCAC ou 4 LCM).